# Bonandolo
Bonandolo est un village du département du Nkam au Cameroun. Situé dans l'arrondissement de Yabassi, il est localisé sur la route piétonne qui relie Yabassi à Moutimbelembe. On y accède également par la rive gauche du fleuve Wouri. 

## Population et environnement
En 1967, le village de Bonandolo avait 217 habitants. Le village fait partie du canton des Wouri Bossoua. La population de Bonandolo était de 83 habitants dont 63 pour Bonandolo Château et 20 pour Bonandolo III, lors du recensement de 2005. 